# La Tigresa del Oriente

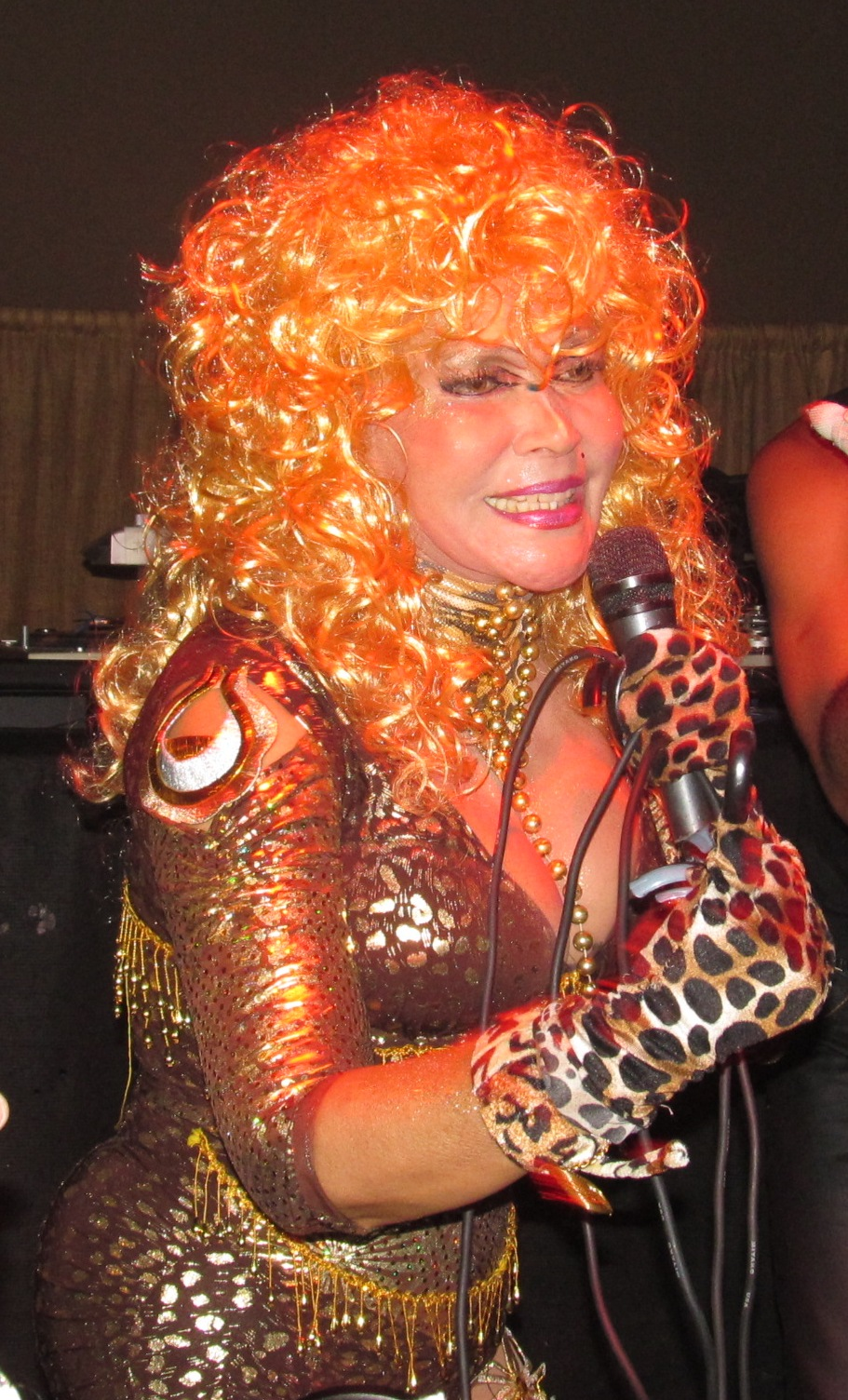
Juana Judith Bustos, 2011

Juana Judith Bustos Ahuite (* 22. November 1945 in Constancia, Departamento de Loreto), bekannt als La Tigresa del Oriente (dt. „Die Tigerin des Orients“), ist eine peruanische Sängerin, Schauspielerin, Model, Kosmetikerin und Friseurin.
Der Durchbruch gelang ihr mit dem Video zu ihrem Song Nuevo amanecer (New Dawn), das 2009 die 10-Millionen-Marke auf YouTube überschritt und der insbesondere in Lateinamerika zu einem Internet-Meme wurde. Sie ist bekannt für ihr Leoparden-Outfit.

## Leben

### Kindheit und Jugend
Bustos wurde in dem Dorf Constancia in der Region Loreto in Peru geboren. Sie ist die fünfte Tochter von sechzehn Geschwistern. Ihr Vater kam aus Manaus und ihre Mutter aus Loreto. Bustos wuchs in ärmlichen Verhältnissen auf und begann schon in jungen Jahren als Kosmetikerin zu arbeiten. Sie emigrierte nach Lima, wo sie mehr als zwanzig Jahre als Make-up-Künstlerin für eine Fernsehstation arbeitete.

### 1999–2006
Ihre musikalische Karriere begann 1999. Sie entwickelte ein Konzept zu einem Charakter namens „La Tigresa“. Mit der Hilfe von Mario Poggi begann sie Lieder zu schreiben. Danach gründete sie mit Elizabeth Alegría und Aracely die Gruppe „Las Tigresas“. Aufgrund von verschiedenen Schwierigkeiten musste sich die Gruppe auflösen.
2002 entschied sie sich als Solistin zu arbeiten, bis sie 2006 mit ihrem Videoclip Nuevo Amanecer (Neue Morgendämmerung) zu Ruhm gelangte. Weitere Singles, wie Anaconda und Trabaja flojo trabaja (Arbeite Fauler, arbeite) folgten, die auch auf YouTube viel Erfolg hatten. Insbesondere die eher billig wirkenden Videoclips und die etwas trashige Performance der Tänzerinnen machten den Reiz der Videos aus und gingen insbesondere in Lateinamerika viral.

### 2007–2010
Durch die hohen Besucherzahlen wurde die Presse auf ihre YouTube-Videos aufmerksam. Ihr erstes Interview machte sie mit einer venezolanischen Wochenzeitung. Ende 2007 nahm sie Warner Music Mexico unter Vertrag. Ihre Lieder wurden überarbeitet und das Debütalbum Duelo de Gigantes herausgebracht. BBC Mundo publizierte am 28. Dezember 2009 ein Interview über sie.
2009 versuchte Radio Cumbia Peru, die originalen Uploader der Videos auf YouTube, für jedes Video auf ihrem Kanal 2000 Dollar zu fordern. Dies empfand sie als Erpressung und lud die Lieder auf ihrer eigenen Seite hoch. 2010 erschien das Album De La Selva su Cumbia in Argentinien.
2010 erschien eine Kollaboration mit Wendy Sulca und Delfin Quishpe, ein pro-zionistischer Song für Israel, der ebenfalls wieder zu einem viralen Phänomen wurde.

### 2011 bis jetzt
La Tigresa del Oriente und Warner Musik trennten sich nach dem ersten Album. Sie unterschrieb anschließend bei dem Independent-Label Kántaro Récords. Auf diesem Label veröffentlichte sie das Album Fiesta Felina.
2015 erschien das bis dato letzte Album Mi Lindo Perú als Eigenveröffentlichung.
2020 brachte sie während der weltweiten Corona-Pandemie eine Quarantäne-Version ihrer ersten Single Nuevo Amanecer heraus.

## Diskografie

### Alben
- 2007: Duelo de Gigantes (Warner Music México)
- 2010: De La Selva, su Cumbia  (Edición Especial Argentina) (Kompilation, Silbando Discos)
- 2011: Fiesta Felina (Kántaro Récords)
- 2015: Mi Lindo Perú (Eigenproduktion)

### Singles
- 2007: Nuevo Amanecer
- 2009: La Ñañita Loca
- 2009: El Reggaetón Del Suri (feat. El Pimpo Man & Ricky Del Castillo)
- 2009: El Baile De La Tigresas
- 2009: Felina
- 2011: Mi Lindo Perú
- 2011: Adolescente
- 2011: La Tigresita
- 2015: Barata y techera

### Gastauftritte
| Jahr | Lied                   | Mit                             |
| ---- | ---------------------- | ------------------------------- |
| 2009 | El Swing de la Gata    | El Pimpo Man                    |
| 2010 | En tus Tierras bailaré | Delfín Quishpe und Wendy Sulca. |
| 2010 | No hay que discriminar | Coco                            |
| 2010 | En tus Tierras bailaré | Delfín Quishpe und Wendy Sulca. |
| 2010 | Ella me provoca        | Midas                           |
| 2011 | Pa‘ tras               | Dante Spinetta                  |
| 2013 | A New Brighter Day     | Los Terapeutas del Ritmo        |